# (788) Hohensteina
(788) Hohensteina est un astéroïde de la ceinture principale découvert le 4 avril 1914 par Franz Kaiser à l'observatoire du Königstuhl, près de Heidelberg en Allemagne.
Il est nommé d'après le château de Hohenstein situé dans les montagnes du Taunus.